# Przymiarki (Borzęcin)
Przymiarki – część wsi Borzęcin w Polsce, położona w województwie małopolskim, w powiecie brzeskim, w gminie Borzęcin. 
W latach 1975–1998 Przymiarki administracyjnie należały do województwa tarnowskiego.